# Турко Василаки
Турко Василаки (Василаки Великов) е български общественик.
Роден е през 1782 година във Върбица. Учи в родното си село и в Цариград, след което е служител в османското външно министерство и във Вселенската патриаршия. Участва активно в живота на българската община в Цариград, подпомага издаването на „Цариградски вестник“ и строежа на българската църква в града.
Турко Василаки умира през 1857 година.